# 特洛伊 (新罕布什爾州)
特洛伊（英語：Troy）是一個位於美國新罕布什爾州切希爾縣的鎮。

## 人口
根據2020年美國人口普查的數據，特洛伊的面積為45.60平方千米，當中陸地面積為45.20平方千米，而水域面積為0.40平方千米。當地共有人口2130人，而人口密度為每平方千米47人。